# Palácio de San Telmo

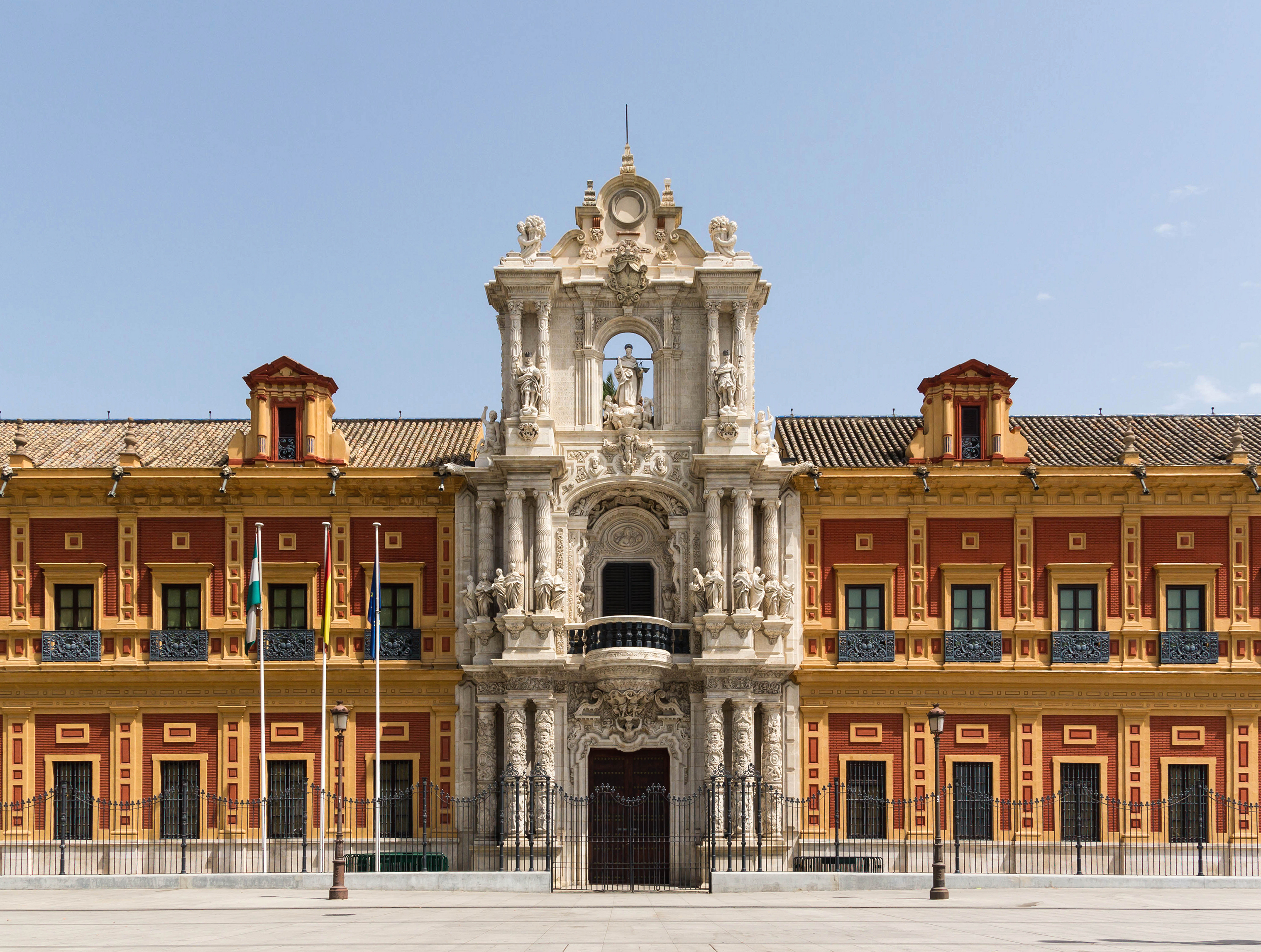
Palácio de San Telmo

O Palácio de San Telmo é um palácio real da Espanha. Situa-se na cidade de Sevilha a sudoeste da Península Ibérica. A construção do edifício começou em 1682 fora dos muros da cidade, em propriedade pertencente ao Tribunal do Santo Ofício, a instituição responsável pela Inquisição espanhola. Foi originalmente construído como sede da Universidade de Navegantes (Universidad de Mareantes), uma escola para educar crianças órfãs e treiná-las como marinheiros.
O Palácio de San Telmo serviu de residência real a infanta Luísa Fernanda de Bourbon, irmã da rainha Isabel II de Espanha.